# George Alagiah
George Alagiah, né le 22 novembre 1955 à Colombo (Ceylan) et mort le 24 juillet 2023 à Londres, est un présentateur britannique de la BBC Television.
Avec Natasha Kaplinsky, il présente le Six O'Clock News, un journal télévisé qui a lieu à 18 h, heure de Grande-Bretagne. Il est le présentateur principal de World News Today (Les Nouvelles du Monde Aujourd'hui) depuis son début.

## Biographie
Les membres de la famille Alagiah sont d'origine sri-lankaise, où il est né, et sont tamouls sri-lankais, ses parents sont morts au Ghana, où il vécut à l'âge de cinq ans. George Alagiah est un élève à l'internat catholique de St John's College, à Portsmouth en Angleterre, avant d'aller étudier à l'université de Durham.

### Carrière
George Alagiah rejoint la BBC en 1989 après sept ans avec South Magazine
En 2000, il est un des journalistes de l'équipe BBC qui reçoit un prix BAFTA pour ses reportages sur le conflit au Kosovo.
Il est le présentateur du BBC Four News dès son début en 2002. Le programme est renommé The World (Le Monde).
En janvier 2003, il rejoint le BBC Six O'Clock News, qu'il présente avec Sophie Raworth jusqu'à l'octobre 2005. Antérieurement, de 1999, il est un 2e présentateur du BBC One O'Clock News, l'équivalent britannique au Journal de 13 Heures de France 2. À partir du 3 juillet 2006, il présente aussi un programme analytique de nouvelles, World News Today sur BBC World.
Il retourne à la maison de son grand-père au Sri Lanka après le Tsunami asiatique de 2004 pour examiner les dégâts.
George Alagiah a remporté de nombreux prix dont ceux du meilleur reportage international à la Royal Television Society en 1993, et d'Amnesty International en 1994, pour le meilleur journaliste. Il est aussi un membre du comité directeur d'ARTICLE 19, une organisation britannique des droits humains.